# Land- und Stadtgericht Heiligenbeil
Das Land- und Stadtgericht Heiligenbeil war von 1823 bis 1849 ein preußisches Land- und Stadtgericht mit Sitz in Heiligenbeil.

## Geschichte
Das Land- und Stadtgericht Heiligenbeil wurde 1823 aus dem Stadtgericht Heiligenbeil, dem Justizamt Balga und dem Justizamt Carben gebildet. 1826 wurden einige Orte an das neu gebildete Land- und Stadtgericht Zinten abgegeben. Es war ein Gericht 2. Klasse im Sprengel des Oberlandesgerichts Königsberg.
1837 umfasste der Gerichtsbezirk die Stadt Heiligenbeil mit 2733 Gerichtseingesessenen und 120 Ortschaften mit 12.908 Gerichtseingesessenen (zusammen also 15.641 Gerichtseingesessene). Am Gericht waren ein Stadt- und Landrichter, ein Assessor und vier weitere Mitarbeiter beschäftigt. Das Gericht war im Rathaus der Stadt untergebracht.
Nach der Märzrevolution wurden 1849 einheitlich Kreisgerichte gebildet. In Heiligenbeil entstand die Gerichtsdeputation Heiligenbeil des Kreisgerichts Braunsberg.